# OptiSLang
optiSLang ist eine CAE-Software zum Bearbeiten von fachübergreifenden Aufgabenstellungen der parametrischen Sensitivitätsanalyse, multidisziplinären Optimierung, der Zuverlässigkeits- und Robustheitsbewertung sowie der Robust Design Optimierung (RDO) mit Hilfe der stochastischen Analyse. Vorhandene Simulationsprozesse aus beliebigen CAE-Programmen sowie Pre- und Postprozessoren können mittels eines grafischen Editors über ASCII-Dateien angeschlossen und einer parametrischen Sensitivitätsstudie, Optimierung bzw. stochastischen Analyse zugänglich gemacht werden. Optimierungen können mittels Gradientenverfahren, Evolutionäre Algorithmen oder adaptive Antwortflächenverfahren durchgeführt werden.

## Methodology
Sensitivitätsanalyse:

Die in optiSLang angewandte varianzbasierte Sensitivitätsanalyse untersucht den Einfluss der Eingangsparameter auf die Systemantworten und klassifiziert so empfindliche oder sensitive Parameter des formulierten Systems.
Die Optimierungsvariablen werden dabei gleichverteilt variiert und unabhängig voneinander ausgewertet. Dabei erfasst die varianzbasierte Sensitivitätsanalyse Zusammenhänge, im Gegensatz zur lokalen, ableitungsbasierten Sensitivitätsanalyse, im gesamten Parameterraum.
Coefficient of Prognosis (CoP)

Der CoP ist eine modellunabhängige Maßzahl zur Bewertung der Modellqualität und wird durch die Gleichung

{\displaystyle CoP=1-{\frac {SS_{E}^{\text{pred}}}{SS_{T}}}}

bestimmt.
{\displaystyle SS_{E}^{\text{pred}}} ist hierin die Summe der Quadrate aus den Fehlern des Vorhersagemodells, die durch ein Kreuzvalidierungsverfahren gewonnen werden.
Hierbei werden sie ursprünglichen Stützstellen in {\displaystyle q} Gruppen aufgeteilt und anschließend eine Näherungslösung {\displaystyle y_{i}} aus dem um {\displaystyle i} reduzierten Stützstellenset aufgebaut.
Somit wird das Qualitätsmaß des Modells nur an den Stellen aufgebaut, die nicht Teil des Näherungsmodells sind.
Da der Vorhersagefehler anstelle einer Näherungslösung benutzt wird, ist es möglich, diese Methode sowohl auf Regressionsmodelle als auch auf Interpolationsmodelle anzuwenden.
Metamodel of Optimal Prognosis (MOP):

Werden unwichtige Variablen eines Modells entfernt, so kann dies die Vorhersagequalität einer Näherungslösung verbessern.
Diese Idee wurde dem Metamodel of Optimal Prognosis (MOP) zugrunde gelegt. Hierbei werden die optimalen Eingangsgrößen und das am besten passende Ersatzmodell (Polynomialansatz oder Moving Least Squares mit linearer oder quadratischer Basis) ermittelt.
Der hier zurate gezogene CoP ist aufgrund seiner Unabhängigkeit und Objektivität ein bestens geeignetes Maß zur Quantifizierung und somit zum Vergleich verschiedener Modelle und verschiedener Parametersets.
Mehrzieloptimierung:

Das durch Einsatz von CoP und MOP ermittelte optimale Ersatzmodell unter Berücksichtigung der optimalen Auswahl der Eingangsvariablen kann als Vorkonditionierer für globale Optimierungsstrategien, wie beispielsweise evolutionäre Optimierer, Adaptive Antwortflächenverfahren, Gradientenbasierte Optimierer oder biologische Optimierer, oder als direkter Einzieloptimierer dienen.
Auch mehrere, gegenseitig in Konflikt stehende, Zielfunktionale können betrachtet werden, um sinnvolle Wichtungsfaktoren für eine mögliche anschließende Einzieloptimierung zu finden, um ein optimales Design zu erarbeiten.
Robustheitsbewertung:

Bei der varianzbasierten Robustheitsbewertung werden kritische Modellantworten untersucht.
In optiSLang werden durch Zufallsprinzipien generierte Eingangsgrößen generiert und die Systemantworten anhand einer Wahrscheinlichkeitsdichtefunktion ausgewertet.
Hier werden die statistischen Eigenschaften der Modellantwort auf Mittelwert, Standardabweichung, Quantilwerten und höherer stochastischer Momente untersucht.
Zuverlässigkeitsbewertung:

Die Zuverlässigkeit oder Reliabilität ist ein Maß für die Verlässlichkeit eines Ergebnisses.
Bei der Probabilistische Sicherheitsanalyse (PSA) werden streuende Einflüsse als Zufallsvariablen ausgedrückt und über eine Verteilungsfunktion mit stochastischen Momenten und gegenseitigen Korrelationen definiert. Als Ergebnis der Zuverlässigkeitsbewertung steht die komplementäre Zuverlässigkeit ({\displaystyle PR=1-PF}) und die Versagenswahrscheinlichkeit zur Verfügung, die auf einer logarithmischen Skala dargestellt werden kann.

## Schnittstellen
optiSLang ist für eine Vielzahl von Problemen entwickelt worden, so können beispielsweise mechanische, technische, mathematische, investigative Probleme und eine Vielzahl weiterer Fragestellungen untersucht werden.
Hierfür hält optiSLang verschiedene Schnittstellen zu externen Computerprogrammen bereit:
- Ansys
- Matlab
- GNU Octave
- Excel
- OpenOffice Calc
- Python
- Abaqus
- SimulationX
- CATIA
- LS-DYNA
- multiPlas
- jedwede Software mit Text-basierter Eingabesteuerung

## Geschichte
Seit den 1980er Jahren entwickelten Forschungsteams an der Universität Innsbruck und der Bauhaus-Universität Weimar Algorithmen zur Optimierung und zur Zuverlässigkeitsanalyse in Verbindung mit Finite-Elemente-Berechnungen. Als Ergebnis entstand die Software Structural Language (SLang). Im Jahr 2000 führten CAE-Ingenieure damit erstmals Optimierungen und Robustheitsbewertungen in der Automobilindustrie durch. 2001 wurde die Dynardo GmbH gegründet und 2003 erfolgte die Markteinführung der auf SLang aufbauenden Software optiSlang als industrielle Softwarelösung für CAE-basierte Sensitivitätsanalysen, Optimierungen, Robustheitsbewertungen und Zuverlässigkeitsanalysen. Ab Version optiSLang 4 wurde 2013 die Software grundlegend mit einer neuen grafischen Benutzeroberfläche ausgestattet und die Schnittstellen zu externen CAE-Programmen überarbeitet.

## Weiterführende Links
- Dynardo GmbH Website
- CADFEM Informationen zu ANSYS optiSLang
- Publikation im Automotive CAE Companion 2013
- Publikation in der Fachzeitschrift ANSYS Advantage Magazine 02_2013
- Publikation auf dem Fachportal Konstruktionspraxis.de 03_2013
- Publikation auf dem Fachportal Konstruktionspraxis.de 10_2012
- Publikation auf dem Fachportal Konstruktionspraxis.de 06_2012
- Publikation auf dem Fachportal Konstruktionspraxis.de 09_2011